# البلدة في غيابي
البلدة في غيابي (باليابانية: 僕だけがいない街) هي سلسلة مانغا يابانية من تأليف ورسم كي سانبي.

## القصة
تدور احداث القصة حول مانغاكا يدعى ساتورو فوجينوما لديه القدرة على إيقاف القتل والكوارث الطبيعية عن طريق العودة بالزمن. وفي أحد الايام يتهم بالقتل على الرغم من انه كان يحاول انقاذ الضحية. يعود بالزمن كي يمنع الحادثة فإذا به يعود إلى كونه طالب في الابتدائية قبل شهر من اختفاء زميلته كايو هينازوكي.

## الشخصيات
- ساتورو فوجينوما (باليابانية: 藤沼 悟، بالروماجي: Fujinuma Satoru)

أداء صوتي: شينوسكه ميتسوشيما (أيام الشباب)، تاو توشيا (أيام الطفولة)
- كايو هينازوكي (باليابانية: 雛月 加代، بالروماجي: Hinazuki Kayo)

أداء صوتي: آوي يوكي
- آيري كاتاغيري (باليابانية: 片桐 愛梨، بالروماجي: Katagiri Airi)

أداء صوتي: تشيناتسو أكاساكي
- ساتشيكو فوجينوما (باليابانية: 藤沼 佐知子، بالروماجي: Fujinuma Sachiko)

أداء صوتي: مينامي تاكاياما
- جون شيراتاري (باليابانية: 白鳥 潤، بالروماجي: Shiratori Jun)

أداء صوتي: تاكاهيرو ميزوشيما
- كينيا كوباياشي (باليابانية: 小林 賢也، بالروماجي: Kobayashi Ken'ya)

أداء صوتي: يو تايتشي
- غاكو ياشيرو (باليابانية: 八代 学، بالروماجي: Yashiro Gaku)

أداء صوتي: ميتسورو مياموتو
- هيرومي سوغيتا (باليابانية: 杉田 広美، بالروماجي: Sugita Hiromi)

أداء صوتي: أكاري كيتو
- أوسامو (باليابانية: 修، بالروماجي: Osamu)

أداء صوتي: آياكا ناناسي
- كازو (باليابانية: カズ، بالروماجي: Kazu)

أداء صوتي: يوكيتوشي كيكوتشي
- آيا ناكانيشي (باليابانية: 中西 彩، بالروماجي: Nakanishi Aya)

أداء صوتي: ساياكا كانيكو
- ميساتو ياناغيهارا (باليابانية: 柳原 美里، بالروماجي: Yanagihara Misato)

أداء صوتي: هينا كينو
- أكيمي هينازوكي (باليابانية: 雛月 明美، بالروماجي: Hinazuki Akemi)

أداء صوتي: أكيمي أوكامورا
- كومي (باليابانية: 久美، بالروماجي: Kumi)

أداء صوتي: ريكا أوياما

## قائمة الحلقات
1. حلقة: المدينة التي لا أكون موجودة فيه
2. حلقة: كف اليد
3. حلقة: ندبة
4. حلقة: إنجاز
5. حلقة: الهروب
6. حلقة: حاصد الأرواح
7. حلقة: خارج السيطرة
8. حلقة: لولبي
9. حلقة: إغلاق
10. حلقة: فرح
11. حلقة: المستقبل
12. حلقة: كنز

## روابط خارجية
- البلدة في غيابي على موقع ANN manga (الإنجليزية)

- الموقع الرسمي (ياياني)
- موقع الأنمي الرسمي (ياباني)
- بوكو ديك غا إيناي ماتشي (مانغا) في موسوعة شبكة أخبار الأنمي
- بوكو ديك غا إيناي ماتشي (أنمي) في موسوعة شبكة أخبار الأنمي
- بوكو ديك غا إيناي ماتشي (سلسلة) في قاعدة بيانات الأفلام على الإنترنت

لا توجد روابط لمواقع التواصل الاجتماعي.